# Гад-Ентугудуф
Гад-Етугуду́ф (Гад-Ентуджудуф) — дрібний острів в Червоному морі в архіпелазі Дахлак, належить Еритреї, адміністративно відноситься до району Дахлак регіону Семіен-Кей-Бахрі.

## Географія
Розташований на північний захід острова Ентугудуф. Має краплеподібну, видовжену з північного заходу на південний схід, форму. Довжина 185 м, ширина до 85 м. Острів облямований кораловими рифами.